# Yaakov Bleich
Yaakov Bleich, né le 19 octobre 1964,à Brooklyn, New York, est un rabbin d'origine américaine, Grand-rabbin de Kiev et d'Ukraine, depuis 1990. Il est vice-président du Congrès juif mondial.

## Éléments biographiques
Yaakov Dov Bleich est né le 19 octobre 1964, à Brooklyn, New York. Il grandit dans le quartier de Borough Park à New York. Il fait partie de la Dynastie hassidique de Karlin-Stolin.

### Études
Yaakov Bleich étudie à la Telshe Yeshiva High School de Chicago, dans l'Illinois. De 1984 à 1986, il étudie à l'Institut rabbinique de Karlin-Stolin à Jérusalem, en Israël.  Il est diplômé rabbin (Semikha) de la Yesahiva de Karlin Stolin, à Brooklyn, New York.

### Grand-rabbin de Kiev et d'Ukraine
En 1990, la communauté de Karlin-Stolin nomme Yaakov Bleich comme Grand-rabbin de Kiev et Grand-rabbin d'Ukraine,.
Il fonde l'Union des organisations religieuses d'Ukraine, la première école juive d'Ukraine, et divers organismes sociaux.
Il est reconnu comme grand rabbin d'Ukraine par l'État ukrainien.
Y. D. Bleich, en collaboration avec S. Yu. Shevchuk et S. P. Dumenko, a organisé un service de prière pour les membres de l'OUN au cimetière juif de Sambir,.

### Congrès juif mondial
Depuis 2009, Yaakov Bleich occupe la position de vice-président du Congrès juif mondial. 
Le  Board of Deputies of British Jews (en), principale organisation représentant les Juifs britanniques, a décidé de rompre avec le Congrès juif européen à la suite de la réaction jugée inapropriée de ce dernier concernant les allégations de « comportement sexuel répréhensible » de la part du rabbin Yaakov Bleich.

### Famille
En 1987, il épouse Bashy Wigder de Monsey, New York.